# Roberto Bettega
Roberto Bettega, född 27 december 1950, är en italiensk före detta professionell fotbollsspelare. Under sin tid som spelare i Juventus spelade han 326 ligamatcher och gjorde 129 mål. Säsongen 1979/1980 blev han skyttekung i Serie A med 16 mål gjorda. Under karriären vann han sju ligatitlar, två italienska cuper och en Uefacupen. Därefter spelade Bettega för kanadensiska Toronto Blizzard innan han avslutade sin karriär. 
Efter den aktiva karriären har Bettega verkat inom Juventus där han var vice president. Han fick avgå efter Serie A-skandalen 2006.

## Meriter
- VM i fotboll: 1978
  - Fjärdeplats 1978